# Wishing Stone
Wishing Stone, född 26 maj 2007 i Kentucky, död 27 juni 2022, var en amerikanskfödd varmblodig travare, mest känd för att ha segrat i Kentucky Futurity (2010).

## Bakgrund
Wishing Stone var en mörkbrun hingst efter Conway Hall och under Meadowbranch Magic (efter Valley Victory). Han föddes upp av Brittany Farms & Daisy Acres, USA och ägs av Cowboyland Aalborg, Highland Park, MI. Han tränades under sin tävlingskarriär av Ron Burke (2009), Dewayne Minor (2010), Fabrice Souloy (2011), Åke Svanstedt (2011–12) och Bo Westergaard (2012).
Wishing Stone tävlade mellan 2009 och 2012, och sprang in 2 357 150 dollar på 83 starter, varav 24 segrar, 15 andraplatser och 10 tredjeplatser. Han tog karriärens största segrar i Kentucky Futurity (2010), Grand Prix du Sud-Ouest (2011), Konung Gustaf V:s Pokal (2011) och Copenhagen Cup (2012). Han kom även på andra plats i Jubileumspokalen (2012) och på tredje plats i Hambletonian Stakes (2010). 
Wishing Stone hittades död i sin hage i Italien den 27 juni 2022.